# Tarragonès
Tarragonès is een comarca van de Spaanse autonome regio Catalonië. Het is onderdeel van de provincie Tarragona. In 2009 telde Tarragonès 247.827 inwoners op een oppervlakte van 318,86 km². De hoofdstad van de comarca is Tarragona. In de comarca ligt de onder jongeren populaire badplaats Salou.

## Gemeenten
| Gemeente              | Inwoners | Gemeente   | Inwoners | Gemeente            | Inwoners |
| --------------------- | -------- | ---------- | -------- | ------------------- | -------- |
| Altafulla             | 4.685    | El Catllar | 4.079    | Constantí           | 6.373    |
| Creixell              | 3.219    | El Morell  | 3.285    | La Nou de Gaià      | 497      |
| Els Pallaresos        | 3.991    | Perafort   | 1.154    | La Pobla de Mafumet | 2.403    |
| La Pobla de Montornès | 2.852    | Renau      | 90       | La Riera de Gaià    | 1.587    |
| Roda de Barà          | 6.186    | Salomó     | 501      | Salou               | 26.649   |
| La Secuita            | 1.522    | Tarragona  | 140.323  | Torredembarra       | 15.272   |
| Vespella de Gaià      | 404      | Vila-seca  | 20.866   | Vilallonga del Camp | 1.889    |